# Корниловская артиллерийская бригада
Корни́ловская артиллерийская бригада — воинское соединение в составе Корниловской дивизии Вооружённых сил Юга России и Русской армии Врангеля, принимавшая участие в Гражданской войне в России.

## Формирование бригады
Корниловская артиллерийская бригада сформирована в составе Вооружённых Сил Юга России 10 ноября 1919 года на базе двух дивизионов, развернутых из 2-й Офицерской батареи и 5-й, 6-й и 8-й батарей 1-й артиллерийской бригады. Входила в состав Корниловской дивизии. Включала в своём штате 4 дивизиона. 2-й дивизион с конца осени 1919 г. действовал отдельно от дивизии и участвовал в Бредовском походе.
После падения и эвакуации Новороссийска, дивизионы бригады были переформированы, и на 16 апреля 1920 г. она включала в своём составе 1-й , 2-й (из чинов Корниловской артиллерийской бригады) и 4-й (гаубичный; из 4-го дивизиона Алексеевской артиллерийской бригады) дивизионы.
После Крымской эвакуации, в декабре 1920 года в Галлиполи была расформирована и сведена в Корниловский артиллерийский дивизион.

## Форма и знаки отличия
Чины бригады носили темно-зелёную фуражку с чёрным околышем и чёрные погоны с красной выпушкой, золотыми перекрещенными орудиями и буквой “К”. Нарукавная эмблема — как у всех корниловцев, но чёрная и с орудиями поверх гранаты.

## Награды
1-я, 5-я, 6-я и 7-я батареи награждены серебряными трубами с лентами ордена Святителя Николая Чудотворца.

## Командный состав
Командир бригады — полковник (генерал-майор) Л. М. Ерогин
Командиры дивизионов:
- 1-го — полковник Ф. П. Королев
- 2-го — полковник С. Д. Гегелашвили
- 3-го — полковник Г. Н. Роппонет
- 4-го — полковник П. А. Джаксон

Командиры батарей:
- 1-й — полковник А. Г. Пио-Ульский
- 2-й — полковник Е. А. Глотов
- 3-й — капитан А. Ф. Шинкевич
- 4-й — полковник Н. А. Поспехов
- 5-й — полковник Я. М. Петренко
- 6-й — полковник В. И. Гетц
- 7-й — полковник В. Г. Халютин, полковник Н. П. Бялковский (с марта 1920)
- 8-й — полковник Н. А. Мальм